# Eumedonia persephatta
Eumedonia persephatta is een vlinder uit de familie van de Lycaenidae. De wetenschappelijke naam van deze soort is voor het eerst voorgesteld als Lycaena persephatta door Sergej Nikolajevitsj Alferaki in een publicatie uit 1882.
De soort komt voor in Kazachstan en westelijk China.

## Ondersoorten
- Eumedonia persephatta persephatta
- Eumedonia persephatta minshelkensis (Lukhtanov, 1990) (Kazachstan)
- Eumedonia persephatta minuta (Grum-Grshimailo, 1890) (Alajgebergte)